# Sułów (Lubuskie)

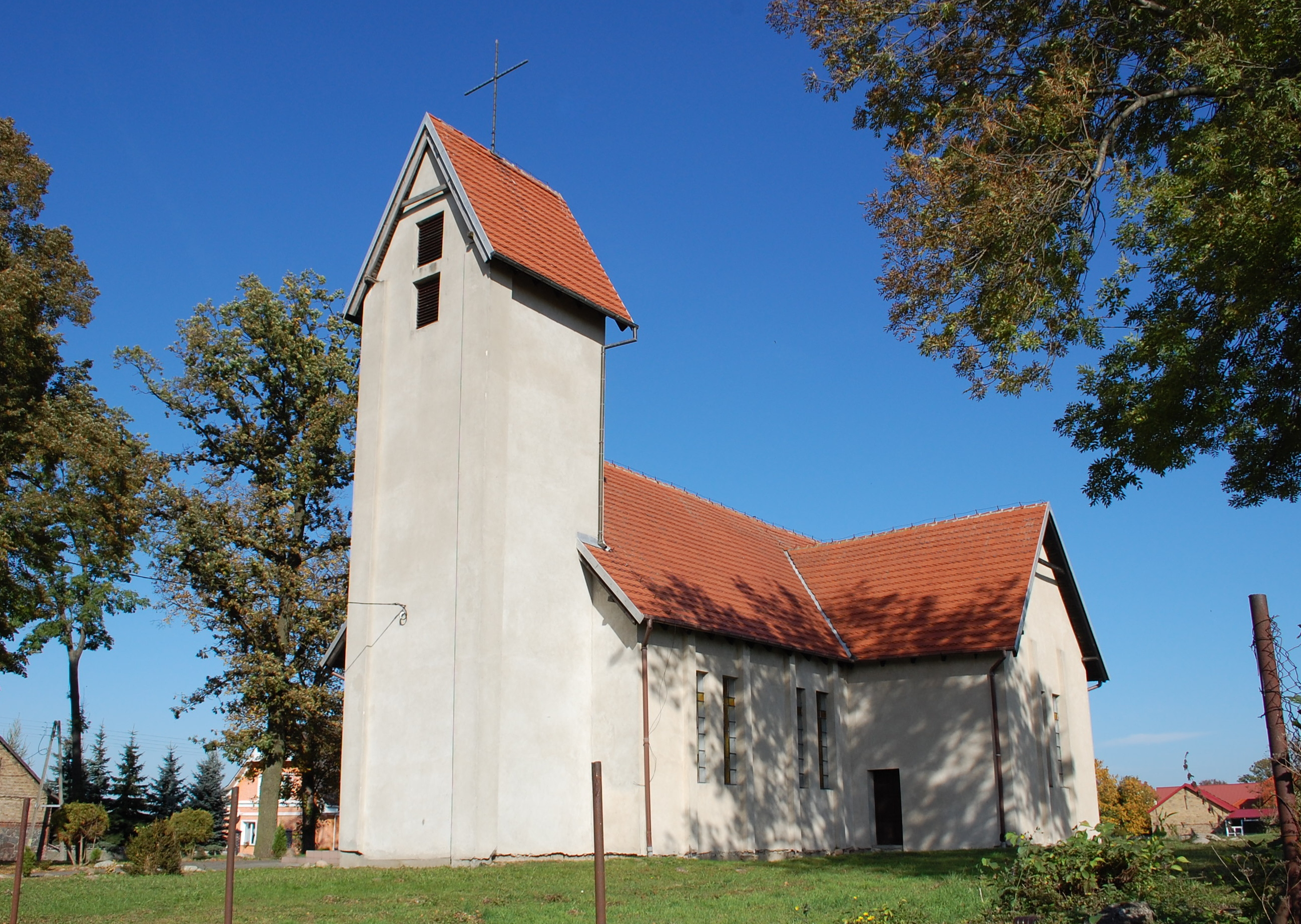
Dorpskerk

Sułów (duits: Zohlow) is een dorpje in het Poolse woiwodschap Lubusz. Het lintdorp ligt aan provinciale weg 137, tussen Słubice en Osno Lubuskie, ca 15 km ten noordoosten van Słubice.

## Geschiedenis
Van 1815-1828 behoorde toenmalig Zohlow tot het Pruisische district Frankfurt, vervolgens tot 1873 het district Sternberg en tot 1945 tot Weststernberg.
Na de Tweede Wereldoorlog verviel Sułów in 1945 toe aan Polen en werden de Duitse inwoners verdreven. Vanaf dat moment behoorde het tot 1975 tot het woiwodschap Zielona gora, toen tot 1998 tot het woiwodschap Gorzow en sindsdien tot Lubusz.

## bevolking
| Jaar | Inwoners |
| ---- | -------- |
| 1801 | 159      |
| 1895 | 379      |
| 1933 | 321      |
| 2013 | 224      |

## Sport en recreatie
Door deze plaats loopt de Europese Wandelroute E11, die loopt vanaf Den Haag naar het oosten, op dit moment de grens Polen / Litouwen. De route komt vanaf Stare Biskupice en vervolgt richting Drzeńsko.

## Galerij

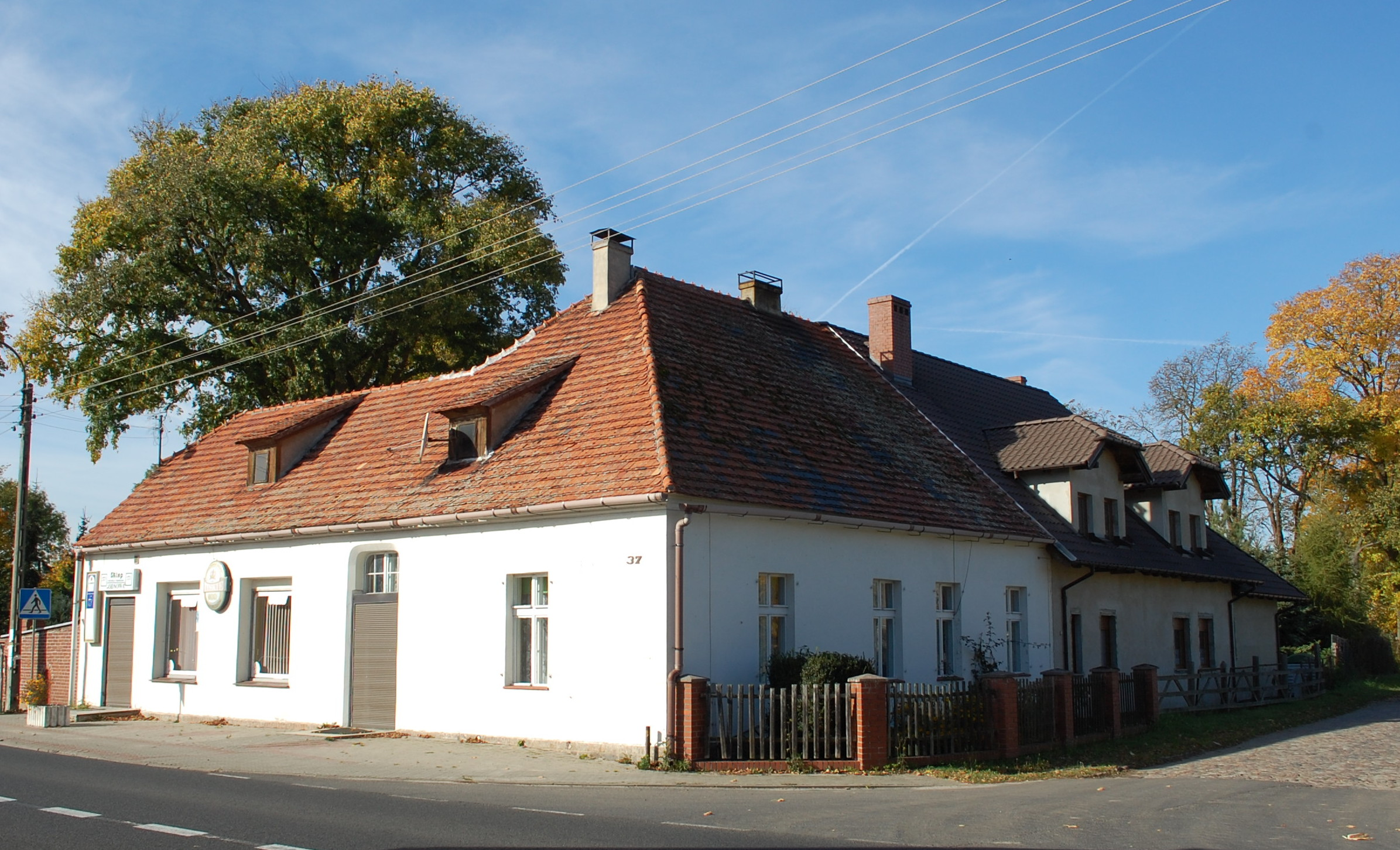
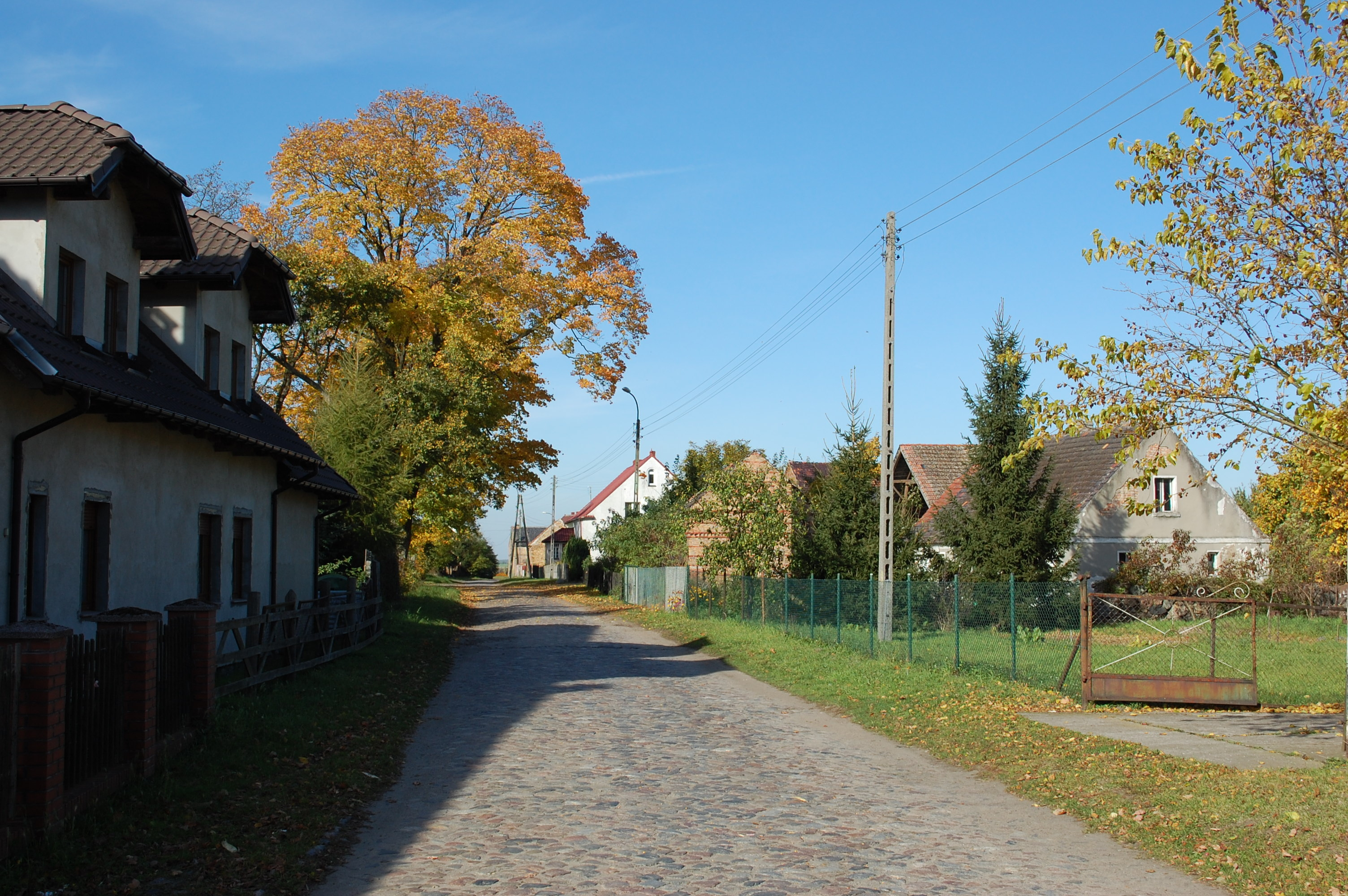
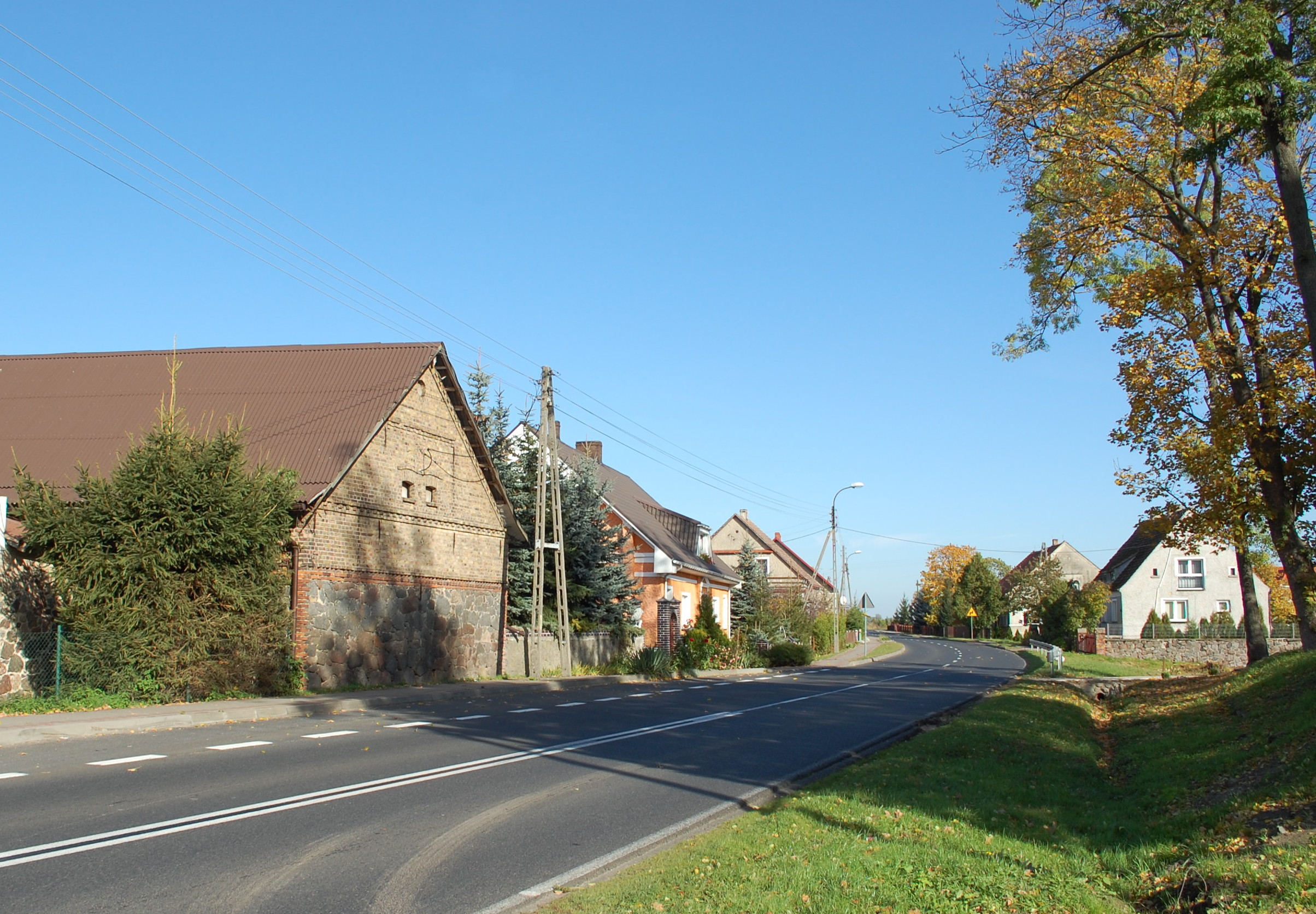